# Ramón Casas Massó
Ramón Casas Massó (Albacete, 1864-1921) fue un arquitecto español activo entre los siglos XIX y XX.

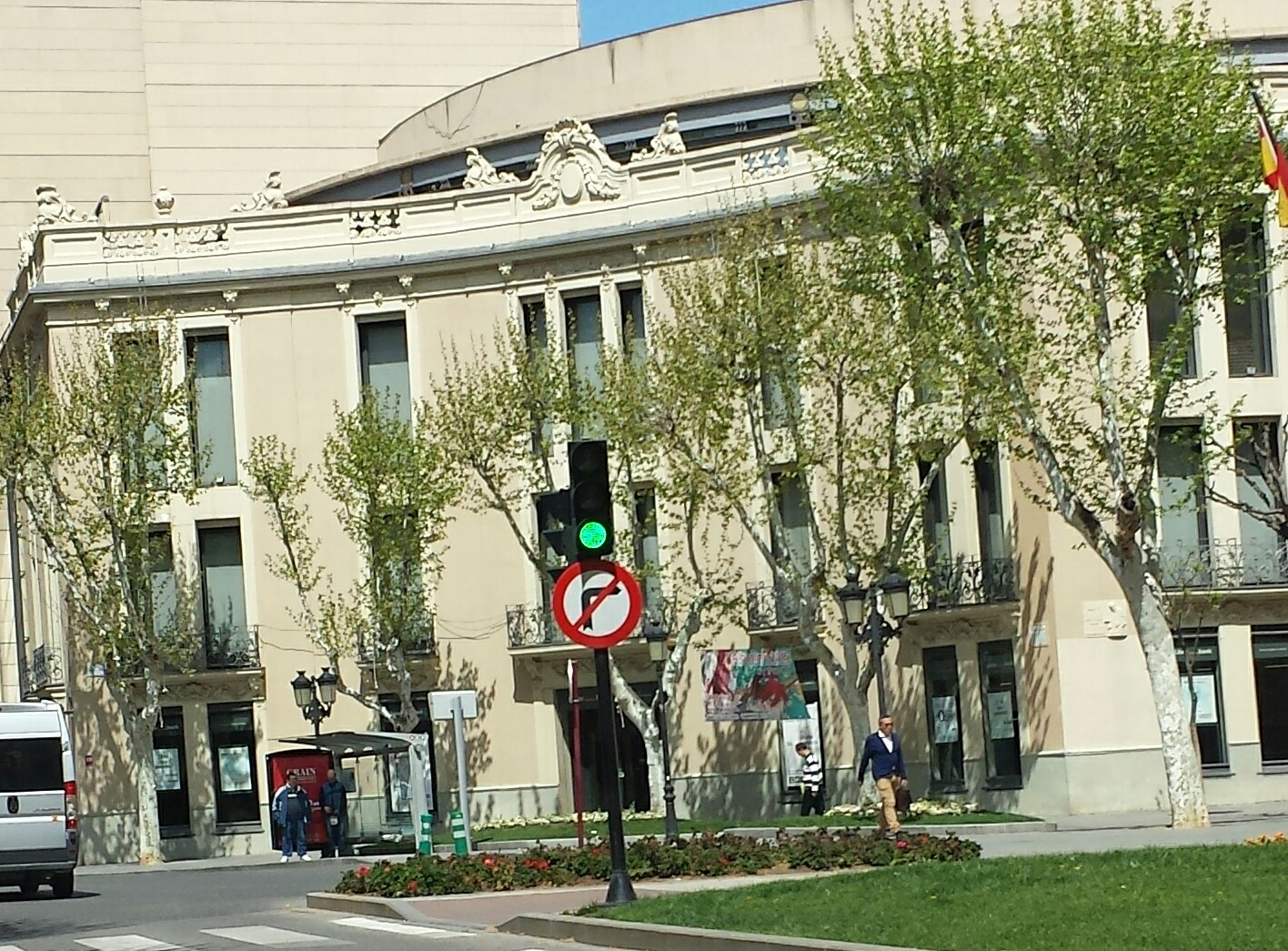
Fachada del edificio CCM (1920)

Cursó estudios secundarios en el Instituto Bachiller Sabuco de la capital albaceteña. Fue arquitecto provincial de Albacete desde 1891 hasta su muerte en 1921.
Una de sus obras más notables fue el Hospital Provincial de Albacete, para cuyo proyecto se basó en el Hospital Militar de Madrid y en el de Ependorff de Hamburgo. Proyectó en 1900 el Casino Primitivo de Albacete en su antigua sede de la calle Mayor. En 1909 proyectó la Casa de Maternidad. En 1920 diseñó la fachada del edificio CCM, en la plaza de Gabriel Lodares.